# Museum der Wahrnehmung

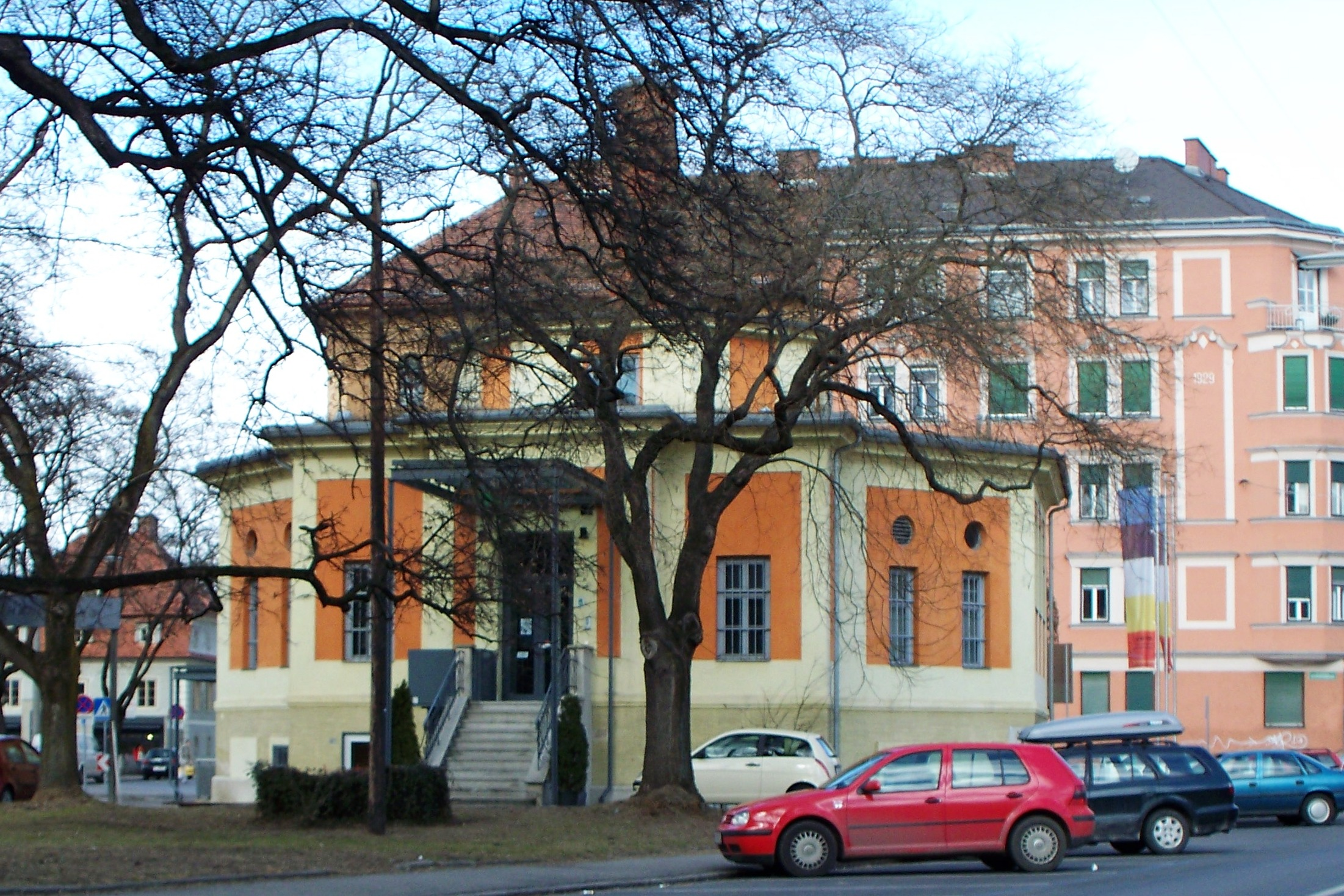
Museum der Wahrnehmung, Graz (2009)

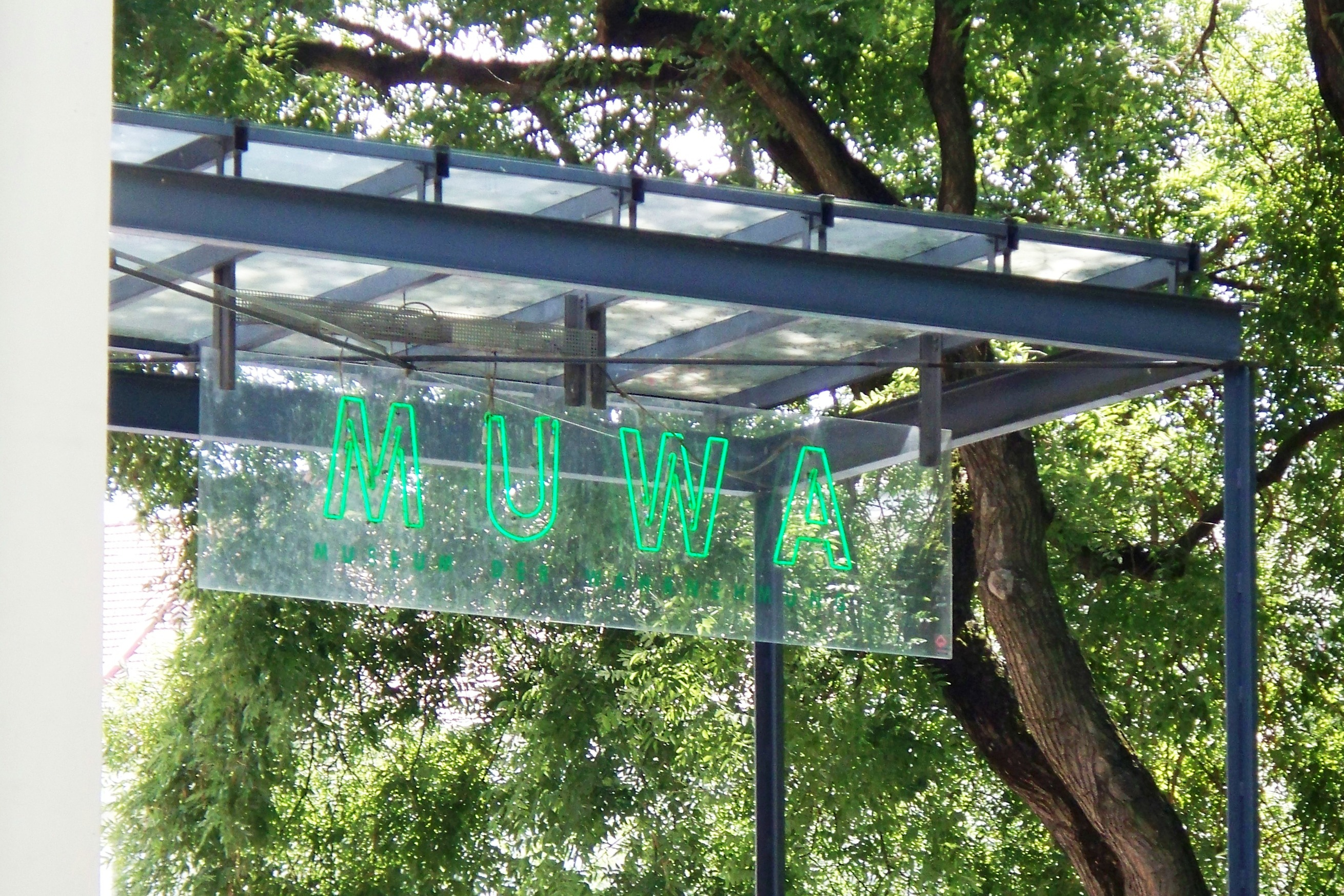
Eingang zum Museum (2010)

Das Museum der Wahrnehmung (kurz MUWA) ist ein Museum in Graz, das 1996 eröffnet wurde. Es setzt sich mit Arbeiten aus allen Bereichen von Kunst, Musik, Architektur, Philosophie und Literatur auseinander, die sich mit Phänomenen der Wahrnehmung befasst. Untergebracht ist es in den Obergeschoßen des achteckigen, denkmalgeschützten Baus, der frei am Rand des Augartens steht und ursprünglich ausschließlich als Städtisches Volksbad diente.

## Geschichte
Mit der Adresse Friedrichgasse 41 am östlichen Rand des Grazer Augartens wurde 1904 nach Plänen des städtischen Hochbauamtes ein Volksbad errichtet und am 16. Jänner 1905 eröffnet. Das Gebäude mit Tief- und Hochparterre war als Zentralbau in Form eines Oktogons um den dominierenden runden Heizkamin errichtet worden. Durch die Verbesserung der Wohnverhältnisse in der zweiten Hälfte des 20. Jahrhunderts nahm der Bedarf am Tröpferlbad und damit die Besucherfrequenz ab. Es wurde nach einer neuen Funktion für das öffentliche Gebäude gesucht.
Nach Vorläufen in Containern im Stadtpark konnte das von Werner Wolf (15. April 1946 – 3. April 2023) ins Leben gerufene Museum 1996 nach Umbau und Renovierung des achteckigen Gebäudes durch Architekt Kocher in Zusammenarbeit mit dem Bundesdenkmalamt in diesem markanten Bau in den Obergeschoßen seinen Betrieb aufnehmen.
Im Untergeschoß blieb ein verkleinertes Brause- und Wannenbad erhalten, das 1999 im Rahmen des EU-Projektes e.l.m.a.s. um ein Samadhibad (siehe auch Floating) erweitert wurde. Der Entwurf der Architektin Anna Popelka war als 1. Preis aus einem Wettbewerb hervorgegangen.

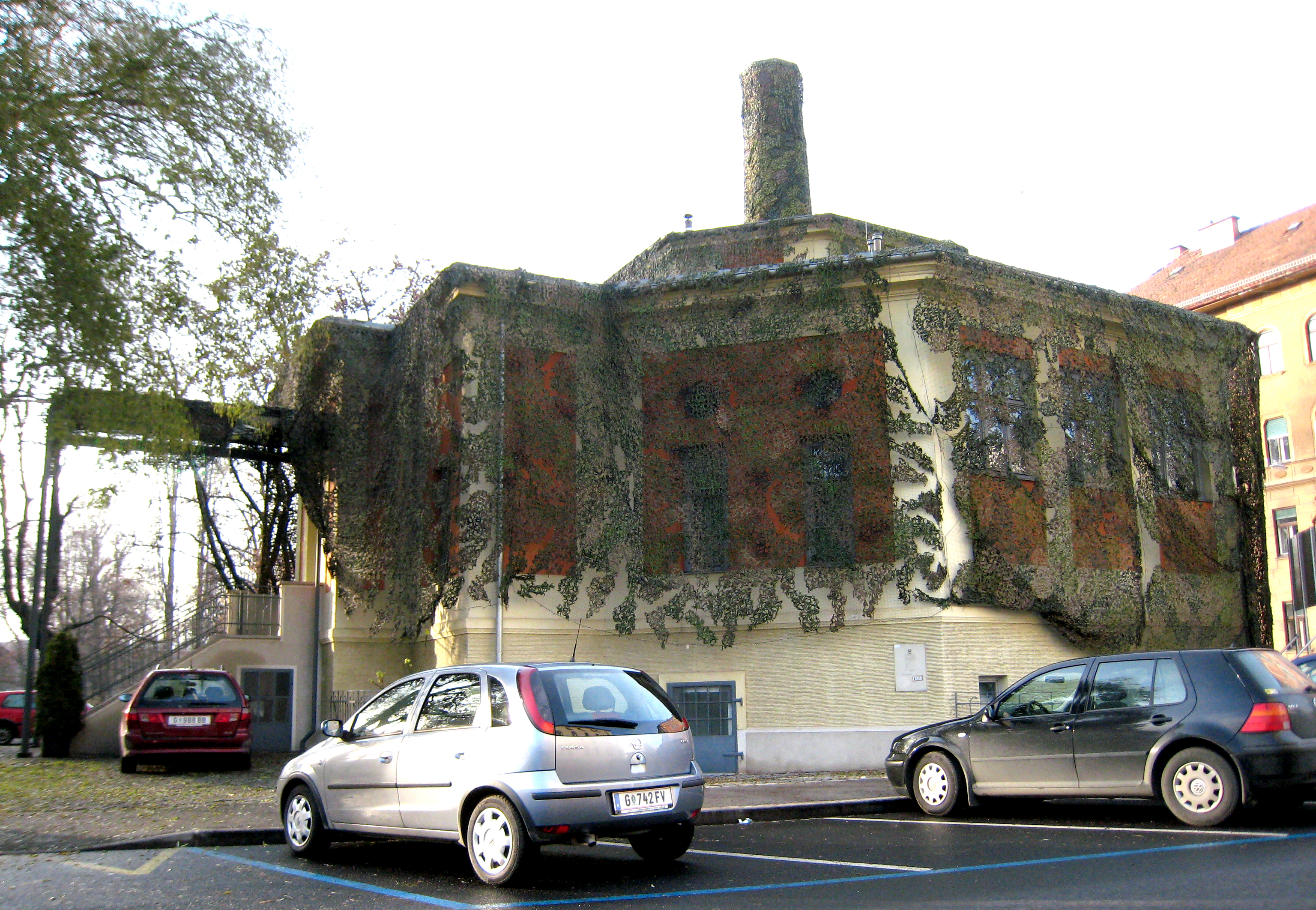
Graz, Museum der Wahrnehmung, Ausstellung ‚Camouflage‘ von Tim Ulrichs 2007/08

Der Initiator und Gründungsdirektor des Museums wirkte noch mit an der Eröffnung der Ausstellung von Renate Krammer am 10. März 2023. Werner Wolf starb am 3. April 2023 "nach kurzer schwerer Krankheit."